# Tetragamiestreit
Als Tetragamiestreit wird ein Streit zwischen Kaiser Leo VI. von Byzanz (886–912), dem Ökumenischen Patriarchen von Konstantinopel Nikolaus (893–907/912–925) und Papst Sergius III. (904–911) bezeichnet. Die wörtliche Bedeutung von Tetragamie ist Viererehe (aus dem griechischen τέτρα-, tétra- = „vier“ und γάμος, gámos = „Ehe“).

## Der Streit
Der Streit entzündete sich am Wunsch Kaiser Leos, eine vierte Ehe einzugehen. Die Frage, ob der byzantinische Kaiser zum vierten Mal heiraten dürfe, entstand aus der Tatsache, dass seine ersten drei Ehefrauen gestorben waren, ohne einen Thronfolger zu gebären. Bereits bei der dritten Ehe begann die Auseinandersetzung mit dem Patriarchen Nikolaus I., der die dritte Eheschließung untersagt hatte. Leo überging dieses Verbot und heiratete die Tochter seines Beraters. Nach dem Tod seiner dritten Frau 901 beabsichtigte Leo eine vierte Ehe mit seiner Geliebten Zoë Karbonopsina einzugehen, die ihm 905 einen Sohn – den späteren Konstantin VII. – geboren hatte. Der Kaiser erhielt von Papst Sergius III. die Genehmigung, da dieser keine kanonischen Bedenken erkannte; Leo erhielt jedoch die Auflage, seine vierte Ehefrau nicht zur Kaiserin zu legitimieren. 
In Folge des Streits wurde 907 Nikolaus I. als Patriarch von Konstantinopel vom Kaiser abgesetzt und durch den Patriarchen Euthymius I. Synkellos (907–912) ersetzt. Kaiser Alexander, der seinem 912 gestorbenen Bruder in der Herrschaft folgte, setzte Nikolaus 912 wieder ein. Der Patriarch wandte sich dann an den Papst Anastasius III., berichtete über den Stand des Streites und beklagte sich über die Einstellung und die Maßnahmen des Papstes Sergius; ein begleitendes Schreiben des Kaisers ist verloren.  Wiederholt wandte sich der Patriarch  an Papst Johannes X. (914–928). Er forderte vom Papst die Aussendung von Legaten nach Byzanz, damit der Tetragamiestreit beigelegt werden könne. Nachdem am 9. Juli 920 eine Synode in Konstantinopel den Streit im Sinne der Auffassung des Nikolaos entschieden hatte, wandte sich der Patriarch erneut an den Papst, um ihn vom Ergebnis zu berichten und seine Zustimmung zu fordern. Im Herbst des Jahres sendet der Patriarch den Presbyter Eulogios zum Papst, der neben einem Schreiben des Patriarchen auch Briefe des Papstes Sergius III. überbringen sollte, um die byzantinische Kritik an der päpstlichen Haltung zur Tetragamie zu belegen, gleichzeitig wendet sich auch Konstantin VII. an  Johannes X. Anfang 921 machen sich zwei weitere Presbyter im Auftrag des Patriarchen auf den Weg nach Rom, die politischen Verhältnisse im byzantinischen Apulien hindern sie jedoch an der geplanten Weiterreise. Erst nach einem weiteren Schreiben des Patriarchen von Ende 922 kommt Anfang 923 eine päpstliche Gesandtschaft in Konstantinopel an.